# Chamarea
Chamarea là chi thực vật có hoa trong họ Apiaceae.